# Sahlenburg
Sahlenburg (Platduits: Sahlenborg) is een dorp en voormalige gemeente in de Duitse deelstaat Nedersaksen. Het dorp is in 1970 bij de stad Cuxhaven gevoegd. Sahlenburg is één van de vier stadsdelen van Cuxhaven met de status Ortschaft en met een eigen Ortsteilrat (stadsdeelraad).
Sahlenburg ligt ten zuiden van Duhnen aan de Waddenzee, in het verlengde van de Wezerkant van Cuxhaven. Net als Duhnen en Döse is het in trek bij toeristen. Er zijn dicht bij het strand twee grote campings. Twee van de torenflats in Sahlenburg zijn betaalbare hotels. Vanuit Sahlenburg  kan men zich per  Wattwagen naar het Hamburgse Waddeneiland Neuwerk laten rijden.
In 1903 richtte een particuliere liefdadigheidsorganisatie aan zee bij Sahlenburg een groot ziekenhuis op, het Hamburgische Seehospital (Nordheimstiftung), dat de nog bestaande gebouwen in 1914 betrok. De stichting, die nog bestaat en de bevordering van de gezondheidszorg ten doel heeft, stootte het ziekenhuis in 2002 af. Evenals de grote kazerne bij Altenwalde, staat het gebouwencomplex leeg en vervalt langzaam. Initiatieven, om er vluchtelingen voor de in 2022 uitgebroken Oekraïne-oorlog, andere vluchtelingen of asielzoekers onder te brengen, zijn door financiële, juridische of organisatorische problemen mislukt.

## Afbeeldingen

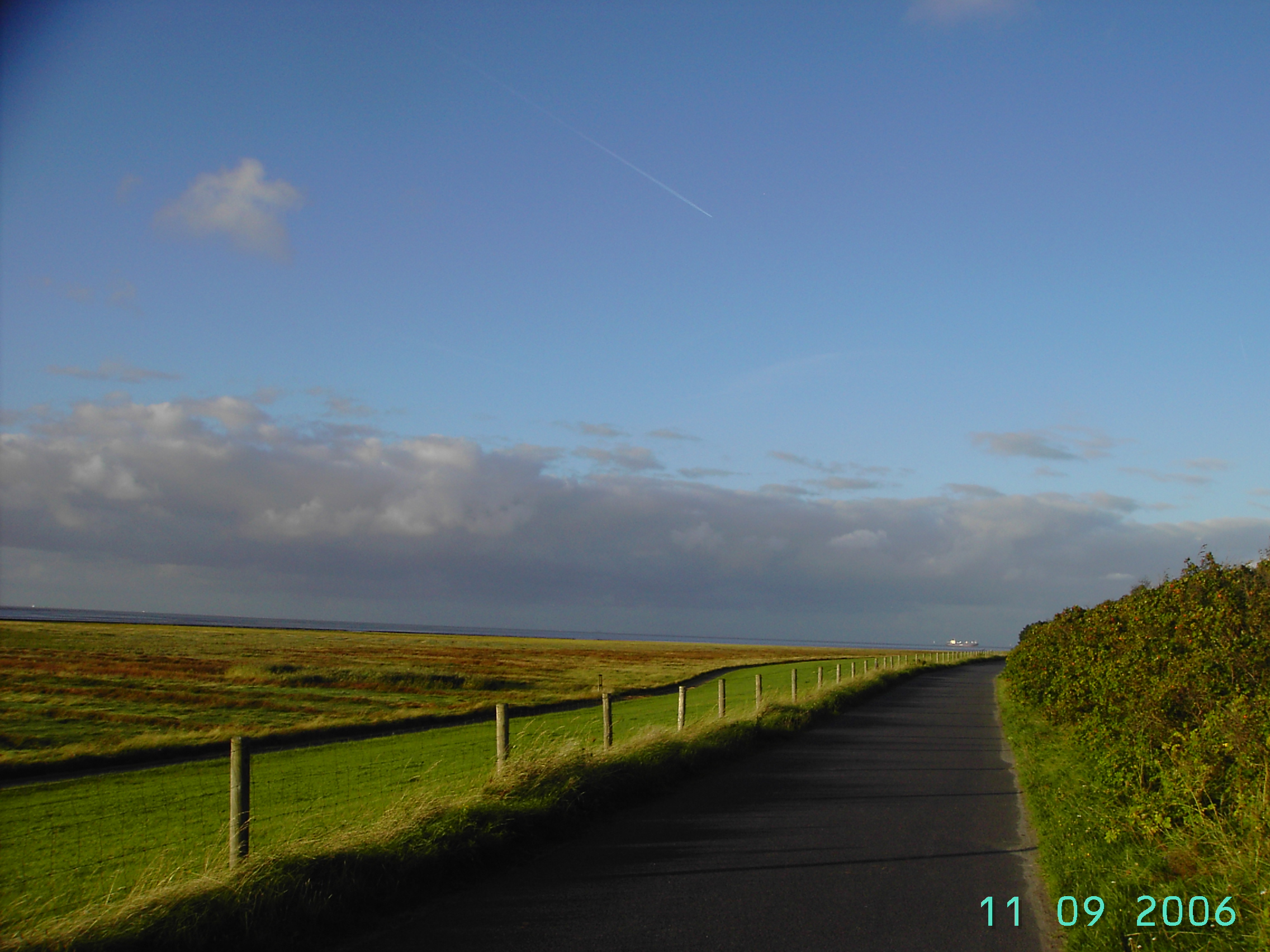
Wandelpad langs de Waddenzeekust bij Sahlenburg
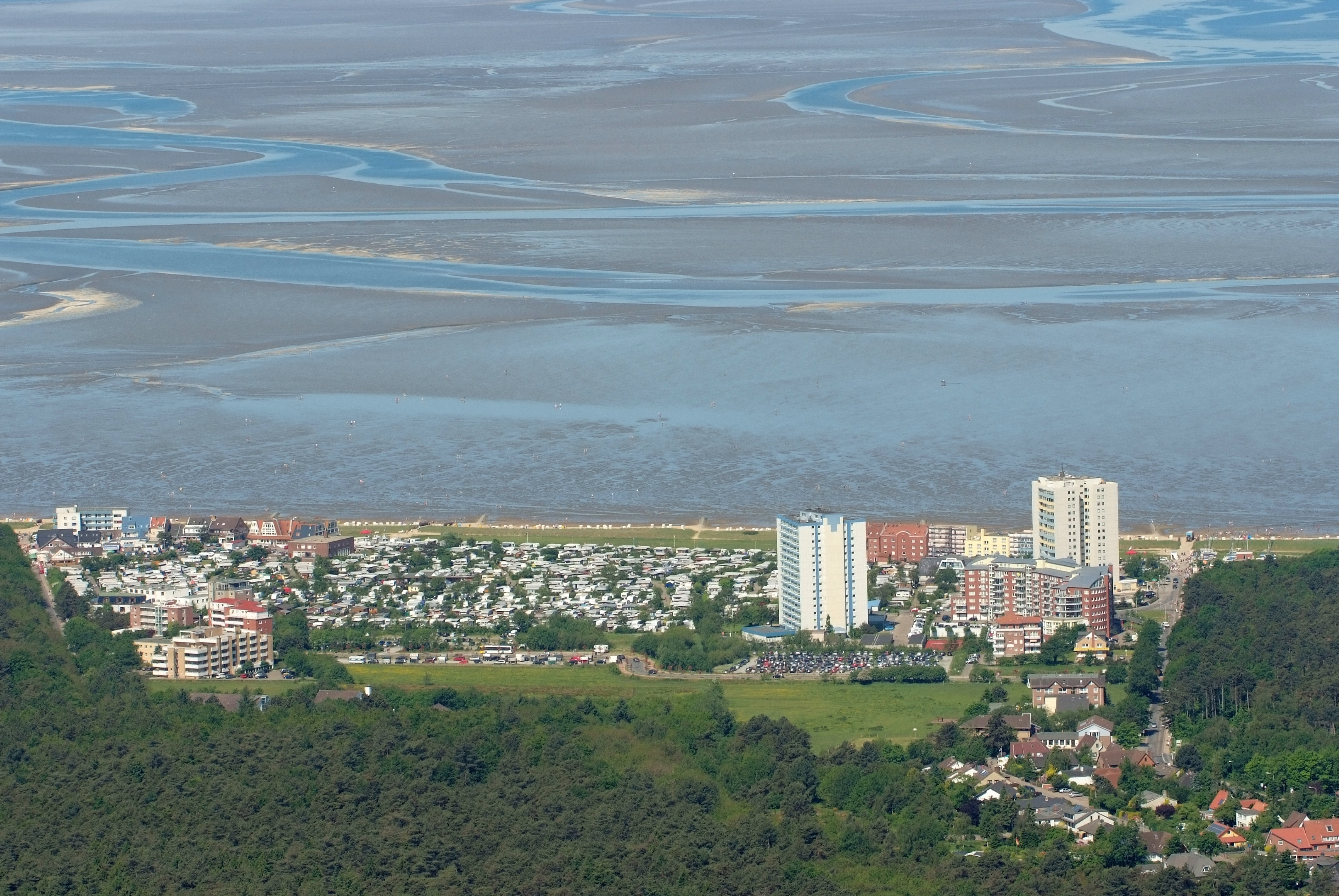
Luchtfoto van  Sahlenburg uit 2012
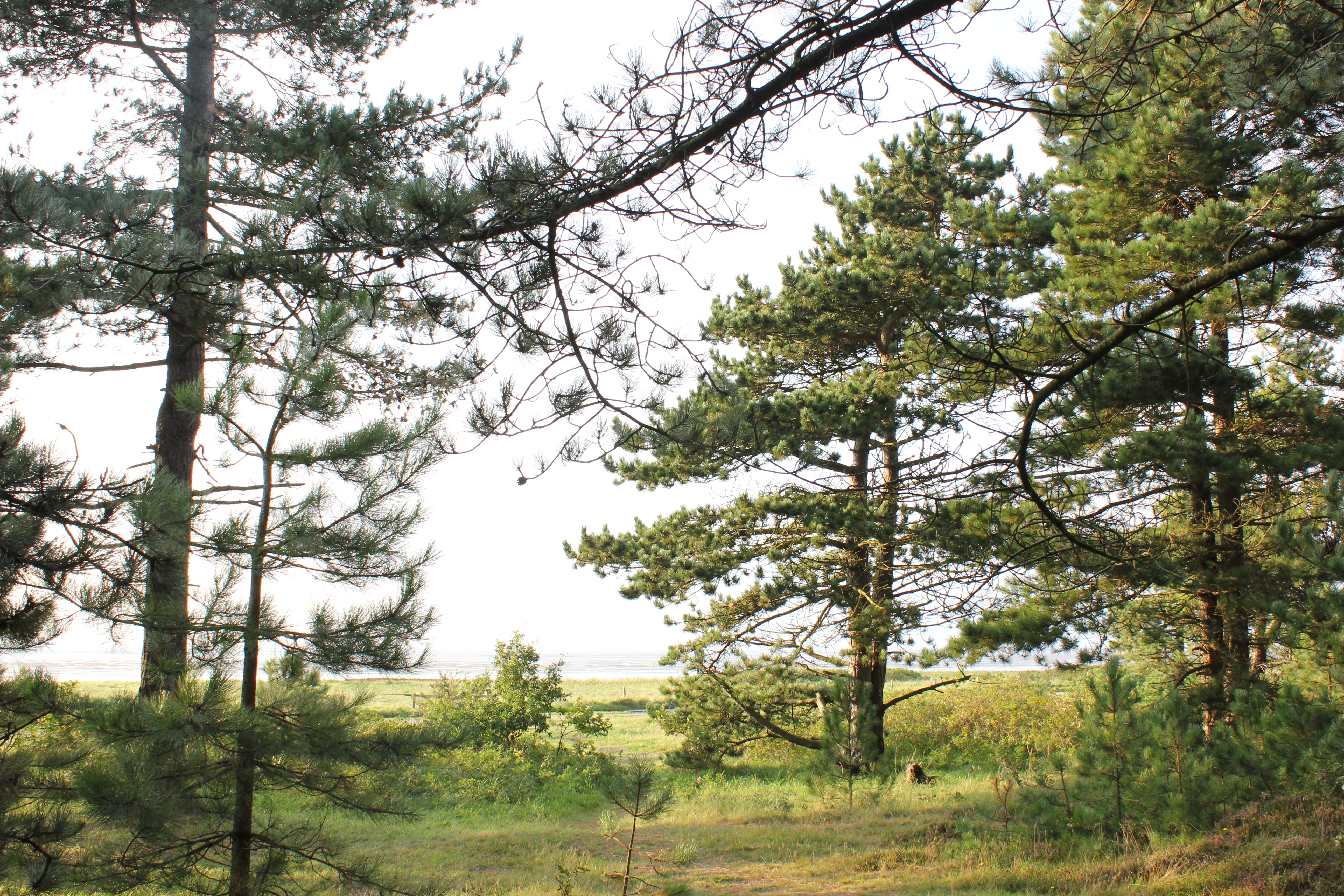
In het bos Wernerwald bij Sahlenburg: uitzicht op de zee